# Бащата на булката (филм, 1991)
Бащата на булката е американска комедия от 1991 г. с участието на Стийв Мартин, Даян Кийтън, Кимбърли Уилямс, Джордж Нюбърн, Мартин Шорт, Би Ди Уонг и Кийран Кълкин. Той е римейк на едноименния филм от 1950 г.
Мартин е в ролята на Джордж Банкс, бизнесмен и собственик на фирма за маратонки, който, когато разбира че дъщеря му се омъжва, не иска да я пусне. В крайна сметка той се научава да живее с новия си зет и осъзнава, че докато дъщеря му е щастлива и той е щастлив.
Филмът има положителни отзиви, и се превръща в успешен боксофис, спечелвайки четири пъти повече от бюджета си. С успеха на филма, продължението „Бащата на булката II“ излиза през 1995 г.

## Сюжет
Внимание:  Текстът по-долу разкрива сюжета на произведението (или части от него)!
Джордж Банкс (Стийв Мартин) е собственик на спортна фирма за обувки в Сан Марино, Калифорния, чиито 22-годишна дъщеря, Ани (Кимбърли Уилямс-Пейсли), се връща от Европа, и им казва, че е сгодена за Брайън Маккензи (Джордж Нюбърн), момче от богато семейство от Бел Еър, въпреки че се познават от три месеца. Внезапният шок превръща топлото посрещане в разгорещен спор между Джордж и Ани, но те бързо се съгласяват да се срещнат с Брайън. Въпреки доброто финансово състояние и милото държание на Брайън, Джордж има неприязън към него, докато съпругата му Нина (Даян Кийтън), го приема като потенциален зет.
Джордж и Нина се запознават с родителите на Брайън – Джон и Джоана Маккензи. Въпреки че Джордж се чувства комфортно с Джон той бързо се забърква в неприятности, като започва да души в къщата на Макензи и в крайна сметка пада в басейна, след като е притиснат от доберманите на семейството. Всичко е простено и Банкс се срещат с ексцентричния европейски сватбен дизайнер, Франк Eгелхофер (Мартин Шорт) и неговия помощник, Хауърд Уайнстийн (Би Ди Уонг), но Джордж веднага започва да се оплаква от цената на екстравагантните сватбени услуги. Високата цена $250 на човек, плюс проблемите със сватбените покани, докарват Джордж до лудост. Чашата прелива, когато се навежда и смокингът, който му е тесен се раздира на гърба. Той напуска къщата, за да се разхлади и отива в супермаркета. Джордж не иска да плащат за неща, които не му трябват, затова започва да маха хотдог хлебчета от пакетите, така че да съответстват на пакетите с 8 кренвирша. В крайна сметка го арестуват, но Нина отива да го измъкне, при условие че спре да съсипва сватбата на Ани.
С помощта на Нина и Франк, Джордж става по-спокоен и приема сватбата, особено когато Ани и Брайън получават доста скъпи подаръци от различни членове на семейството. За жалост сватбените планове са отложени, след като Ани и Брайън се скарват заради блендер, който той ѝ подарява, но става по-лошо, когато тя отказва да повярва на неговата история за лудориите на Джордж в дома му, когато падна в басейна. Джордж извежда Брайън на по питие, като първоначално иска да се отърве от него, но виждайки съкрушеното му лице и че наистина обича Ани, си променя мнението за него и го приема. Той признава на Ани, че случилото се в къщата на Брайън е вярно, и те се сдобряват.
Въпреки някои проблеми в последния момент, сватбата се осъществява, почти една година след първата среща на Брайън и Ани. Те встъпват в брак, а приемът се провежда в къщата, но Джордж пропуска хвърлянето на букета и няма възможност да види Ани, преди тя и Брайън да заминат за медения си месец в Хаваи. Тя, обаче, му се обажда от летището за да му благодаря и да му кажа, че го обича за последен път, преди да се качат на самолета.
След като сватбата свършва, Джордж намира утеха в Нина и танцува с нея в празната къща.

## Актьори
- Стив Мартин като Джордж Банкс
- Даян Кийтън като Нина Банкс
- Кимбърли Уилямс като Ани Банкс
- Кийран Кълкин като Мати Банкс
- Джордж Нюбърн като Браян Маккензи
- Петър Майкъл Гьоц като Джон Маккензи
- Кейт Макгрегър-Стюарт като Джоана Маккензи
- Мартин Шорт като Франк Eггелхоффер
- Би Ди Уонг като Хауърд Уайнстийн
- Ричард Портноу като Ал
- Девид Паскуеси като Ханк
- Чонси Леопарди като Камерън
- Юджийн Леви като певец на прослушване
- Мариса Лефтон като 3-годишната Ани
- Сара Роуз Кар като 7-годишната Ани
- Ейми Янг като 12-годишната Ани

## Музика
Саундтракът на филма е създаден от Алън Силвестри и е повлиян от джаз и коледна инструментална музика. Той съдържа следните песни:
1. „Main Title“
2. „Annie's Theme“
3. „Drive to Brunch“
4. „Snooping Around“
5. „Pool Cue“
6. „Annie Asleep“
7. „Basketball Kiss“
8. „The Wedding“
9. „Snow Scene“
10. „Nina at the Stairs“
11. „The Big Day“
12. "Annie at the Mirror
13. „Pachelbel Canon“
14. Alan Silvestri, Fields, Dorothy – „The Way You Look Tonight“
15. „My Annie's Gone“
16. „The Way You Look Tonight (Reprise)“
17. „End Credits“

Следващите песни също са включени във филма:
- The Temptations – „My Girl“
- Darlene Love – „(Today I Met) The Boy I'm Going to Marry“
- The Dixie Cups – „Chapel of Love“

## Отзиви
Филмът излиза с благоприятни отзиви. Уебсайтът за ревюта Rotten Tomatoes съобщава, че 73% от критиките дадени за филма са положителени, базирани на 41 мнения, със средна оценка от 6/10. Единодушно е че филмът, който е римейк на класиката от 1950, не е толкова успешен колкото оригиналът, но е забавен до голяма степен заради очарователното изпълнение на Стив Мартин и Мартин Шорт." Contrastingly Филмът привлича 15.0 милиона щатски долара при своя дебют.

### Награди и номинации
Филмови награди на MTV

- 1992; номиниран за „Най-добър дебют“ – Кимбърли Уилямс
- 1992; номиниран за „Най-добъро комедийно изпълнение“ – Стив Мартин

Филмови награди на BMI
- 1993: Печели, „Най-добър филм“ – Бащата на булката

Награда за млад артист
- 1993; номиниран за „Най-добър млад актьор с участие във филм“ – Кийран Кълкин